# Geher-Länderkampf der Männer 1970 BR Deutschland – Frankreich – Schweiz
| 1. Leichtathletik-Länderkampf mit bundesdeutscher Beteiligung 1970 | 1. Leichtathletik-Länderkampf mit bundesdeutscher Beteiligung 1970 |
| ------------------------------------------------------------------ | ------------------------------------------------------------------ |
|                                                                    |                                                                    |
| Geher-Vergleich der Männer: BR Deutschland – Frankreich – Schweiz  |                                                                    |
| Austragungsort                                                     | Schwaig bei Nürnberg                                               |
| Wettbewerbe                                                        | 2                                                                  |
| Datum                                                              | 27./28. Juni                                                       |
| 1. FRG 2. FRA 3. SUI                                               | 49 Punkte 22 Punkte 21 Punkte                                      |
| Chronik                                                            |                                                                    |
| ← letzter LK 1969: 00SUI-FRG-FRA Zehnkampf (M)                     | SUI-FRG-NLD Straßenlauf (M) →                                      |

Der erste Vergleich des Länderkampfjahres 1970 bestand wie im 1969 in einem Vergleich der Geher. Zum vierten Mal trafen sich dazu die Bundesrepublik Deutschland, Frankreich und die Schweiz. Die drei vorangegangenen Wettkämpfe dieser Art hatten die bundesdeutschen Geher für sich entschieden. In diesem Jahr fand die Begegnung am 27./28. Juni in Schwaig bei Nürnberg statt.

## Wettbewerbe und Modus
Auf dem Programm standen wie gewohnt zwei Wettbewerbe, die Straßengehen über 20 und 50 Kilometer. Diesmal stimmte im Gegensatz zum Vorjahr die Rundstrecke für den 50-km-Parcours, sodass die zurückgelegte Strecke am Ende auch tatsächlich fünfzig Kilometer betrug. Nach den üblichen Regeln kamen von vier Startern je Land in den beiden Wettbewerben die jeweils besten drei in die Wertung. Der erste Rang brachte zehn Punkte, der zweite acht, der dritte sieben, der vierte sechs usw.

## Ergebnis
Die bundesdeutschen Athleten dominierten das Aufeinandertreffen sehr deutlich. Über zwanzig Kilometer belegten sie die ersten drei Ränge, im Wettbewerb über fünfzig Kilometer kamen sie auf die Plätze eins und zwei sowie vier. Damit gewann die Bundesrepublik die Länderkampfwertung mit 49 Punkten. 27 Punkte dahinter ging Platz zwei gerade so an Frankreich, die Schweiz hatte als drittplatzierte Nation nur einen Punkt Rückstand auf Frankreich.

## Legende
Kurze Übersicht zur Bedeutung der Symbolik – so üblicherweise auch in sonstigen Veröffentlichungen verwendet:
| LK | Länderkampf |

## Resultate

### 20-km-Straßengehen
| Platz | Athlet              | Land | Zeit (h)  |
| ----- | ------------------- | ---- | --------- |
| 01    | Bernhard Nermerich  | FRG  | 1:35:13,0 |
| 02    | Peter Schuster      | FRG  | 1:36:26,0 |
| 03    | Gerd Schuth         | FRG  | 1:37:27,0 |
| 04    | Jacques Arnoux      | FRA  | 1:40:59,2 |
| 05    | Gerhard Weidner     | FRG  | 1:42:13,2 |
| 06    | Jean-Claude Decosse | FRA  | 1:43:16,0 |
| 07    | René Pfister        | SUI  | 1:44:58,8 |
| 08    | Joël Riskiewicz     | FRA  | 1:48:07,6 |
| 09    | Henri Delerue       | FRA  | 1:48:07,6 |
| 10    | Georgio Poretti     | SUI  | 1:49:28,2 |
| 11    | Hans Fenner         | SUI  | 1:50:53,8 |
| 12    | Florian Monney      | SUI  | 1:52:53,8 |

### 50-km-Straßengehen
| Platz | Athlet               | Land | Zeit (h)  |
| ----- | -------------------- | ---- | --------- |
| 01    | Horst-Rüdiger Magnor | FRG  | 4:22:27,0 |
| 02    | Herbert Meier        | FRG  | 4:25:37,4 |
| 03    | Manfred Aeberhard    | SUI  | 4:36:11.2 |
| 04    | Bernd Kannenberg     | FRG  | 4:37:46,2 |
| 05    | Alfred Badel         | SUI  | 4:44:26,6 |
| 06    | Nesty Fischer        | FRA  | 4:45:18,6 |
| 07    | Maurice Guyot        | FRA  | 4:47:44.6 |
| 08    | Max Grob             | FRA  | 4:55:07,4 |
| 09    | Karl-Heinz Pape      | FRG  | 4:57:25,8 |
| 10    | François Dreano      | FRA  | 5:09:30,4 |
| 11    | Roger Quemener       | FRA  | 5:10:28,4 |
| 12    | Michel Vallotton     | SUI  | 5:30:19,8 |